# Nemoc rukou, nohou a úst

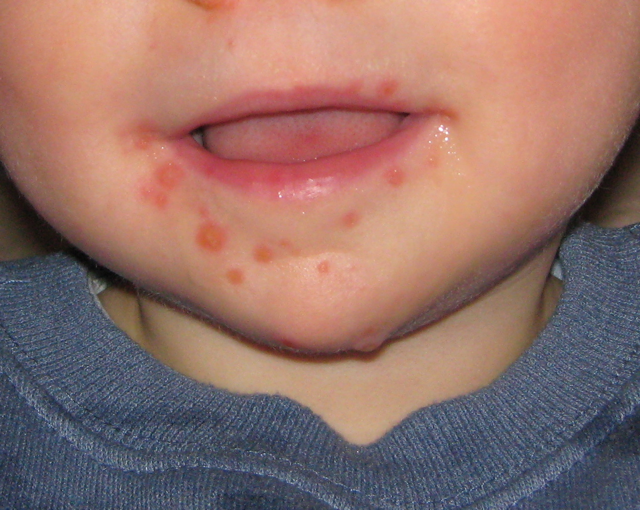
Typické aftózní léze na obličeji dítěte

Nemoc rukou, nohou a úst, nazývaná také Sedmá Dětská Nemoc, je běžné virové onemocnění dětí a mladistvých. Je provázeno horečkou a tvorbou vezikul neboli aft v ústech a na kůži tváří, rukou a nohou. Onemocnění způsobuje více druhů virů řadící se skupiny enterovirů. Nejčastěji se jedná o virus Coxsackie A 16 nebo enterovirus 71. Léčba je pouze symptomatická, vakcína není dostupná, i když od roku 2005 existuje její čínská verze.